# Tour de Cala di Forno
La tour de Cala de Forno (en italien : Torre de Cala di Forno) est une tour de guet située sur la bande côtière de Magliano in Toscana, (province de Grosseto), en Toscane. Elle se trouve sur un promontoire des montagnes de l'Uccellina qui ferme la petite crique de Forno au sud-ouest dans le parc naturel de la Maremme,.

## Histoire
La tour a été reconstruite à la demande des Médicis dans la seconde moitié du XVIe siècle, à l'endroit où se trouvait probablement une structure médiévale préexistante, dans le but de renforcer le système de défense du grand-duché de Toscane le long des côtes de la Maremme, qui faisaient souvent l'objet d'attaques de pirates.
Du haut, il était possible de communiquer visuellement avec la tour de l'Uccellina pour envoyer des signaux aux tours situées plus au sud et avec la tour de Collelungo pour signaler tout danger aux tours côtières les plus septentrionales.
Avec la fin des risques d'invasions maritimes, la fortification fut abandonnée d'un point de vue militaire, confrontée ainsi à une lente et inexorable dégradation.